# Một dược

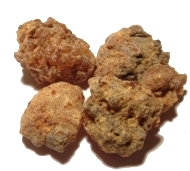
Một dược.

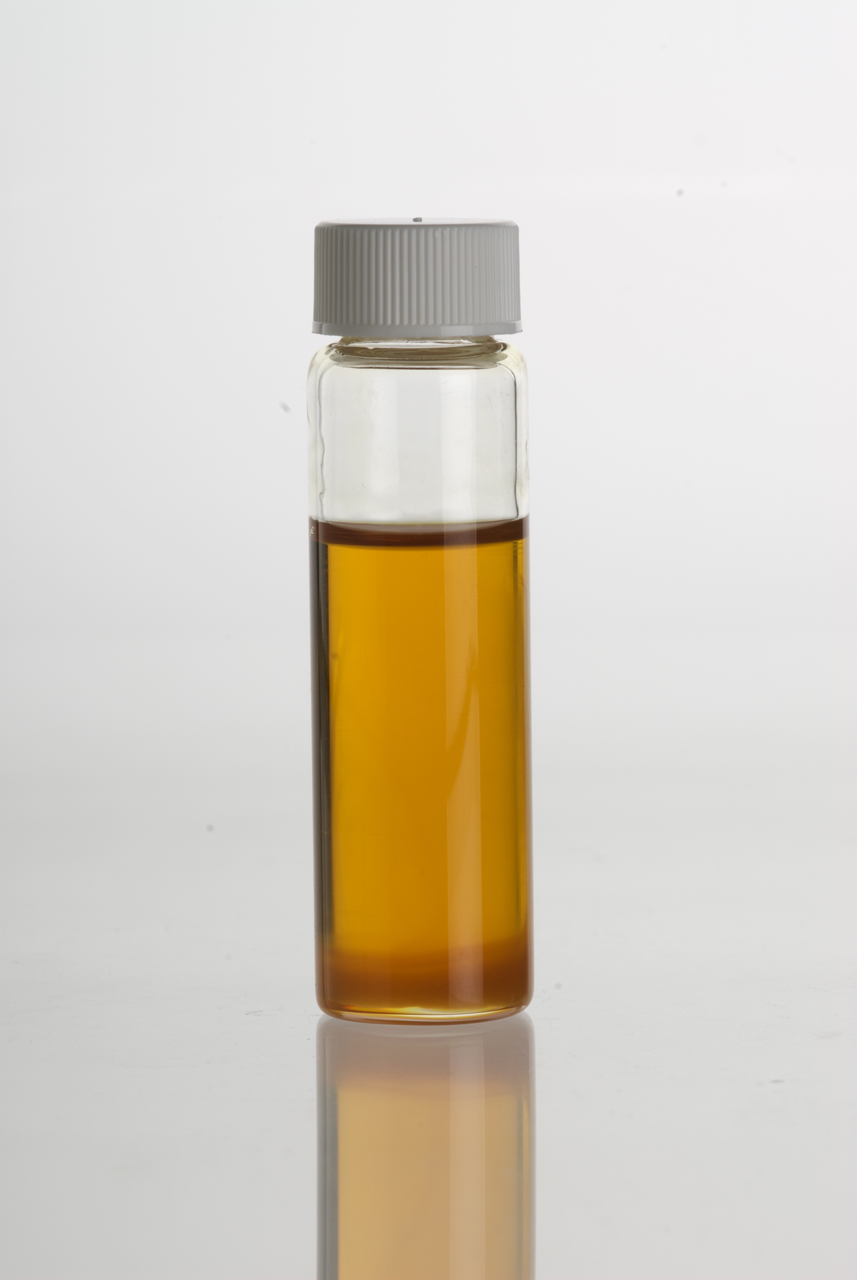
Tinh dầu một dược.

Một dược, còn gọi là mộc dược, là nhựa thơm lấy từ một số loài cây nhỏ, có gai thuộc chi Commiphora, như C. myrrha, C. gileadensis. Đây là một loại gôm tự nhiên, có thể chiết lấy tinh dầu gọi là oleoresin. Xuyên suốt dòng lịch sử, một dược đã được sử dụng làm nước hoa, hương đốt và dược phẩm.